# Glen Vella
Glen Vella (Valletta, 1983. május 14. –) máltai énekes.
Glen tizenhárom évesen kezdte el az énekesi karrierjét. A Victoria Zenei Főiskolán szerzett énektanári végzettséget. Rengeteg helyi és nemzetközi zenei fesztiválon vett már részt, amelyeken több díjat nyert, például már háromszor nyerte el a FIDOF díjat és zsűri díjat kapott a Romániában megrendezett Golden Stag Nemzetközi Fesztiválon 2009-ben. Torontóban a kanadai máltai közösségnek énekelt, de fellépett már alexandriai és várnai fesztiválokon is. Szerepelt belarusz, belga és holland rádióműsorokban. Glen Vella jelenleg több népszerű máltai műsorban énekel, sorozatok és rádió műsorok főcímzenéiben hallhatjuk hangját.
Korábban már többször is próbálkozott kijutni az Eurovíziós Dalfesztiválra, 2005 óta összesen ötször; 2009-ben a Q együttessel harmadik lett, viszont rá egy évre Thea Garrett mögött második lett a Just A Little More Love című dalával. 2010-ben ő készíthette fel a Junior Eurovíziós Dalfesztiválra induló Nicolet. 2011. február 12-én megnyerte Málta nemzeti döntőjét, így a 2011-es Eurovíziós Dalfesztiválon, Düsseldorfban ő képviselte a szigetországot, ahol a One Life című dalt adta elő. Egy ponttal lemaradva a döntőbe jutástól, a tizenegyedik helyet szerezte meg az első elődöntőben.

## Fordítás
- Ez a szócikk részben vagy egészben  a   Glen Vella című angol Wikipédia-szócikk fordításán alapul.  Az eredeti cikk szerkesztőit annak laptörténete sorolja fel. Ez a jelzés csupán a megfogalmazás eredetét és a szerzői jogokat jelzi, nem szolgál a cikkben szereplő információk forrásmegjelöléseként.